# Owen Hargreaves
Owen Hargreaves (ur. 20 stycznia 1981 w Calgary w Kanadzie), angielski piłkarz występujący na pozycji pomocnika lub prawego obrońcy. Reprezentant Anglii, od sezonu 1996/1997 do sezonu 2006/2007 zawodnik klubu niemieckiej Bundesligi Bayern Monachium. W latach 2007–2011 występował w Manchesterze United.

## Kariera klubowa
Owen Hargreaves urodził się w Kanadzie jako najmłodszy syn Margaret i Colina Hargreavesów. Jego rodzina wyemigrowała z Wielkiej Brytanii w 1980 roku. Ojciec Owena występował niegdyś jako piłkarz w angielskich klubach Bolton Wanderers i Wigan Athletic. Owen rozpoczął swoją karierę w dziecięcych drużynach klubu Calgary Foothills FC. Z zespołem wywalczył tytuł mistrza Kanady U-15 w 1994 roku. Talent Hargreavesa znalazł uznanie u Haralda Hoppe'a, trenera juniorów Bayernu Monachium. Młody piłkarz został zaproszony na testy w 1996, zaś w lipcu 1997 dołączył do juniorskiej drużyny klubu z Monachium. W nowym klubie Owen występował przez dwa i pół roku w drużynie U-19, a następnie w zespole amatorów. Z zespołem U-19 dotarł w 1998 do finału mistrzostw Niemiec, przegranym z Borussią Dortmund. 12 sierpnia 2000 Hargreaves zadebiutował w meczu Bundesligi, zmieniając Carstena Janckera w 83. minucie. W tym samym roku po raz pierwszy wyszedł w podstawowym składzie Bayernu (w meczu z SpVgg Unterhaching 16 września). Sezon 2000/2001 okazał się wspaniały dla klubu, który zdobył mistrzostwo Niemiec oraz Ligę Mistrzów. Hargreaves pokazał się w tych ostatnich rozgrywkach z dobrej strony, szczególnie w półfinale z Realem Madryt. W kolejnym sezonie Owen umocnił swoją pozycję w pierwszym składzie, rozgrywając 46 meczów. Był wtedy jednym z kluczowych graczy zespołu, który jednak nie zdobył żadnego trofeum, zajmując 3. miejsce w Bundeslidze i odpadając z Pucharu Niemiec oraz Ligi Mistrzów. W sezonie 2002/2003 Bayern Monachium cieszył się znowu z mistrzostwa kraju i finału Pucharu Niemiec. 26 stycznia 2003 Hargreaves zdobył swoją pierwszą bramkę w Bundeslidze, w meczu przeciwko Borussii Mönchengladbach. Niestety w sezonie 2002/2003 często nękały go kontuzje, co umożliwiło mu rozegranie jedynie 32 meczów dla swojego klubu. W sezonie 2003/2004 Bayern Monachium ponownie zawiódł w lidze i Lidze Mistrzów. Jednak kolejne dwa lata to pasmo sukcesów krajowych. Hargreaves zdobył z klubem w latach 2005 i 2006 dublety: dwukrotnie mistrzostwo i Puchar Niemiec. 
20 maja prezydent Bayernu Monachium, Franz Beckenbauer potwierdził, że Owen Hargreaves podczas letniego okienka transferowego podpisze kontrakt z Manchesterem United. W 2008 roku przyczynił się do zdobycia mistrzostwa Anglii oraz Ligi Mistrzów. Liczne kontuzje sprawiły, że w ciągu czterech lat rozegrał dla Manchesteru United tylko 27 spotkań w których strzelił 2 bramki, dlatego klub postanowił nie przedłużać z nim umowy.
31 sierpnia 2011 roku podpisał roczny kontrakt z Manchesterem City.

## Kariera reprezentacyjna
Owen Hargreaves mógł wybrać grę w reprezentacji Kanady, jednak jego szybki wyjazd do Niemiec uniemożliwił mu to. 31 sierpnia 2000 roku ówczesny trener reprezentacji Anglii U-21 Howard Wilkinson powołał Hargreavesa na mecz towarzyski z Gruzją (6:1). Później piłkarz Bayernu wystąpił w kolejnych meczach drużyny U-21. W pierwszej reprezentacji seniorów zadebiutował 15 sierpnia 2001 roku w meczu przeciwko Holandii. W 2002 Sven-Göran Eriksson powołał go, jako jedynego gracza spoza Premiership, na Mistrzostwa Świata, na których Anglia odpadła w ćwierćfinale z Brazylią. Hargreaves jednak doznał kontuzji już w drugim meczu grupowym z Argentyną i musiał zostać zmieniony. Jego kariera reprezentacyjna, pomimo małego znaczenia dla drużyny narodowej i niechęci kibiców, rozwijała się i w 2004 został on powołany na Mistrzostwa Europy, zaś w 2006 na Mistrzostwa Świata, na których rozegrał dwa mecze w fazie grupowej, przeciwko Paragwajowi i Szwecji. Do tej pory rozegrał w reprezentacji Anglii 42 mecze i nie zdobył gola.